# Pleurotomoides petiti
Pleurotomoides petiti é uma espécie de gastrópode do gênero Pleurotomoides, pertencente a família Clathurellidae.